# Aliaa Magda Elmahdy
Aliaa Magda Elmahdy (født 1991; arabisk: علياء ماجدة المهدى) er en egyptisk internetaktivist og kvinderettighedsforkæmper, der sammen med sin kæreste Kareem Amer, har sat sig for at udfordre den sociale orden i Egypten. Elmahdy blev særlig kendt da hun den 23. oktober 2011 valgte at lægge et nøgenbillede af sig selv ud på sin blog. Senere skrev hun på Facebook at det var "skrig mod et samfund med vold, racisme, sexisme, seksuel chikane og hykleri". Siden er hun blevet udsat for flere dødstrusler.
Elmahdy er studerende på American University in Cairo, hun beskriver sig selv om "secular, liberal, feminist, vegetarian, individualist Egyptian" og har været ateist siden hun blev 16 år. 